# Boulevard Industriel (Boucherville)
Le boulevard Industriel est un boulevard de la ville de Boucherville sur la Rive-Sud de Montréal.

## Situation et accès
Le boulevard Industriel débute sur le boulevard de Mortagne et se termine sur le boulevard du Fort-Saint-Louis à Boucherville. Ce boulevard agit comme une frontière entre la zone industrielle et résidentielle de la ville. Ce boulevard ne possède pas d'adresses résidentielles, il longe le parc industriel de Boucherville, l'un des plus importants du Québec, avec plus de 660 entreprises et 24 000 emplois.

Au début du boulevard, on retrouve quelques commerces et une station service. 
On y accède via les autoroutes 20, 30, et le pont-tunnel Louis-Hippolyte-La Fontaine.

## Origine du nom
La désignation du nom du boulevard est due à la présence des nombreuses usines ou manufactures qui s'y trouvent, une zone exclusivement industrielle.

## Historique
Le boulevard a vu s'installer des entreprises dès les années 1950, comme GNB Industrial Power] en 1951, spécialisée dans la vente en gros de machines. 